# Swedish Open 2009
Die Swedish Open 2009 waren ein Tennisturnier der WTA Tour 2009 für Damen und ein Tennisturnier der ATP World Tour 2009 für Herren in Båstad. Das Damenturnier fand vom 6. bis 11. Juli 2009, das Herrenturnier eine Woche darauf, vom 13. bis 19. Juli 2009 statt.

## Herrenturnier
→ Qualifikation: Catella Swedish Open 2009/Qualifikation

## Damenturnier
→ Qualifikation: Collector Swedish Open Women 2009/Qualifikation